# Marinos Satsias
Marinos Satsias (gr. Μαρίνος Σατσιάς, ur. 24 maja 1978 w Nikozji) – cypryjski piłkarz grający na pozycji defensywnego pomocnika.

## Kariera klubowa
Karierę piłkarską Satsias rozpoczął w klubie z rodzinnej Nikozji o nazwie APOEL Nikozja. W sezonie 1995/1996 zadebiutował w jego barwach w pierwszej lidze cypryjskiej i był to jego jedyny mecz w tamtym sezonie, w którym APOEL wywalczył mistrzostwo Cypru, a także Puchar Cypru. W 1997 roku zdobył ponownie to drugie trofeum, a od sezonu 1997/1998 stał się podstawowym zawodnikiem zespołu. W 1999 roku został po raz trzeci zdobywcą krajowego pucharu. Kolejny sukces z APOEL-em Satsias osiągnął w 2002 roku, gdy został mistrzem kraju. W 2004, 2007 i 2009 roku wywalczył kolejne trzy tytuły mistrza kraju, a w 2006 i 2008 roku - dwa Puchary Cypru. W swojej karierze zdobył także pięć Superpucharów Cypru w latach 1996, 1999, 2002, 2004 i 2008. Pełnił funkcję kapitana APOEL-u. W 2014 zakończył karierę.
| Sezon   | Klub          | Kraj | Rozgrywki  | Mecze | Bramki |
| ------- | ------------- | ---- | ---------- | ----- | ------ |
| 1995/96 | APOEL Nikozja | Cypr | Division A | 1     | 0      |
| 1996/97 | APOEL Nikozja | Cypr | Division A | 1     | 0      |
| 1997/98 | APOEL Nikozja | Cypr | Division A | 23    | 1      |
| 1998/99 | APOEL Nikozja | Cypr | Division A | 19    | 1      |
| 1999/00 | APOEL Nikozja | Cypr | Division A | 25    | 3      |
| 2000/01 | APOEL Nikozja | Cypr | Division A | 24    | 7      |
| 2001/02 | APOEL Nikozja | Cypr | Division A | 24    | 2      |
| 2002/03 | APOEL Nikozja | Cypr | Division A | 17    | 0      |
| 2003/04 | APOEL Nikozja | Cypr | Division A | 21    | 1      |
| 2004/05 | APOEL Nikozja | Cypr | Division A | 19    | 2      |
| 2005/06 | APOEL Nikozja | Cypr | Division A | 11    | 0      |
| 2006/07 | APOEL Nikozja | Cypr | Division A | 21    | 2      |
| 2007/08 | APOEL Nikozja | Cypr | Division A | 26    | 2      |
| 2008/09 | APOEL Nikozja | Cypr | Division A | 16    | 2      |
| 2009/10 | APOEL Nikozja | Cypr | Division A | 13    | 0      |
| 2010/11 | APOEL Nikozja | Cypr | Division A | 11    | 0      |
| 2011/12 | APOEL Nikozja | Cypr | Division A | 7     | 0      |
| 2012/13 | APOEL Nikozja | Cypr | Division A | 3     | 0      |
| 2013/14 | APOEL Nikozja | Cypr | Division A | 4     | 0      |

## Kariera reprezentacyjna
W reprezentacji Cypru Satsias zadebiutował 27 kwietnia 2000 roku w przegranym 0:2 towarzyskim meczu z Rumunią. W barwach kadry narodowej występował w eliminacjach do MŚ 2002, Euro 2004, MŚ 2006, Euro 2008, a obecnie jest członkiem drużyny grającej w kwalifikacjach do MŚ 2010.